# 亀井喜一郎
亀井 喜一郎（かめい きいちろう、1877年（明治10年）9月11日 - 1935年（昭和10年）8月2日）は、日本の銀行家。函館製綿監査役。函館貯蓄銀行支配人・同行取締役。族籍は北海道平民。評論家亀井勝一郎の父。

## 人物
北海道・工藤嘉七の叔父。1906年、先代亀井ミヤの入夫となり、家督を相続した。東京専門学校（現・早稲田大学）邦語行政科卒業。函館貯蓄銀行支配人をつとめ、1919年に辞任する。北海道函館市元町。

## 家族・親族
亀井家
- 祖母・テフ（1850年 - ?、北海道、田畑杉太郎の姉）[5][6]
- 妻
  - ミヤ[1]
  - 幾代（1883年 - ?、石川、吉島次郎の妹）[5][6]
- 男・勝一郎（1907年 - 1966年、評論家、芸術院会員）[4]
- 二男・勝次郎[5][6]（1910年 - 1981年、建築家）
- 三男・勝三（1915年 - ?）[5][6]
- 三女・久美子（1914年 - ?）[5][6]
- 四女・百子（1917年 - ?）[5][6]

親戚
- 工藤嘉七（地主、海陸物産商、米穀商）